# Cyrtinus bordoni
Cyrtinus bordoni là một loài bọ cánh cứng trong họ Cerambycidae.